# Абдісалам Ібрагім
Абдісалам Ібрагім (норв. Abdisalam Ibrahim, нар. 1 травня 1991, Бурао) — норвезький футболіст сомалійського походження, півзахисник клубу «Улл-Кіса».
Виступав, зокрема, за клуби «Манчестер Сіті» та «Олімпіакос», а також національну збірну Норвегії.

## Клубна кар'єра

### Ранні роки
Ібрагім народився 1 травня 1991 року в Сомалі, але в 1998 році разом із сім'єю переїхав до Норвегії. Там він почав займатись футболом, граючи за кілька місцевих невеликих клубів. З 2006 року став виступати за першу команду нижчолігового клубу «Ф'єллхамар».

### «Манчестер Сіті»
1 липня 2007 року Ібрагім перейшов у англійський «Манчестер Сіті», де спочатку виступав за молодіжну команду, з якою 2008 року здобув Молодіжний Кубка Англії, коли «Манчестер Сіті» в фіналі переміг «Челсі» із загальним рахунком 4:2. Ібрагім грав на позиції півзахисника і у віці 18 років деякі в клубі порівнювали його стиль гри з тодішнім одноклубником Патріком Вієйрою.
Ібрагім дебютував у першій команді «Манчестер Сіті» 24 січня 2010 року в грі Кубка Англії проти «Сканторп Юнайтед» (4:2). 21 лютого 2010 року він дебютував у Прем'єр-лізі, вийшовши на заміну замість Стівена Айрленда в матчі проти «Ліверпуля», який завершився внічию 0:0. 7 квітня 2010 року Ібрагім уклав з містянами новий контракт до 2014 року. Ібрагім дебютував у Кубку Ліги та вперше з’явився в стартовому складі манчестерців у грі проти «Вест Бромвіча» 22 вересня 2010 року. Втім ці три матчі так і залишились єдиними для півзахисника за клуб. Так і не зумівши закріпитись, Абдісалам з початку 2011 року виступав на правах оренди за «Сканторп Юнайтед», «Неймеген» і «Стремсгодсет», вигравши з останнім чемпіонат Норвегії 2013 року. 22 січня 2014 року Ібрагім покинув манкуніанський клуб.

### Виступи у Греції
24 січня 2014 року Ібрагім у статусі вільного агента підписав контракт із грецьким «Олімпіакосом» на три з половиною роки. Того ж дня він був відданий в оренду до іншого місцевого клубу «Ерготеліс», у складі якого і дебютував у Суперлізі 2 лютого, вийшовши в стартовому складі під час гри проти «Паніоніоса» (1:0). Перший гол у місцевому вищому дивізіоні забив 23 березня в матчі проти «Олімпіакоса» (1:4).
Повернувшись до «Олімпіакоса», він зіграв лише один матч за команду у сезоні 2014/15: 7 січня 2015 року він вийшов на поле замість Пайтіма Касамі в переможному матчі Кубка Греції проти «Фостіраса» (2:0). Влітку 2015 року він приєднався до італійського «Барі» на пробній основі, відправившись з рештою команди на тренувальний табір. Згодом він залишив команду через сімейні та бюрократичні причини, не підписавши жодного контракту.
Натомість Ібрагім 24 серпня 2015 року підписав дворічний контракт з «Верією». Він дебютував у своїй новій команді 29 серпня, замінивши Радослава Маєвського в переможному матчі проти «Пантракікоса» (2:0),, втім закріпитись у команді не зумів, зігравши лише 9 ігор в усіх турнірах до кінця року.

### Повернення до Норвегії
13 січня 2016 року норвезький «Вікінг» оголосив про підписання трирічного контракту з Ібрагімом. Він дебютував у новій команді 25 березня в грі проти «Волеренги» (2:0). 24 липня він забив свій перший гол в домашні грі проти клубу «Одд» (2:2). Загалом за сезон Ібрагім провів 26 матчів і забив 2 голи в усіх турнірах.
31 березня 2017 року, в останній день трансферного ринку в Норвегії, Абдісалам перейшов до «Волеренги», підписавши дворічний контракт. Він дебютував у цій команді 3 квітня у матчі проти свого колишнього клубу «Вікінг» (1:0). 26 квітня він забив свої перші голи за «Волеренгу», оформивши хет-трик у матчі Кубка Норвегії проти нижчолігового клубу «Гран» (8:0). Загалом півзахисник провів у команді два сезони і покинув клуб наприкінці сезону 2018 року.

### Подальша кар'єра
31 січня 2019 року у статусі вільного агента уклав контракт з кіпрським «Пафосом», де став регулярно виходити на поле. 19 червня 2019 року він був відданий в оренду в «Ригу», але 31 липня того ж року перервав свою оренду в Латвії. 30 серпня 2019 року на 36-й хвилині гри чемпіонату проти АЕКа (Ларнака) отримав серйозну травму, через яку мав пропустити 6-8 місяців і більше так і не зіграв за клуб, покинувши його влітку 2020 року.
Після тривалого періоду без клубу, 24 березня 2021 року Ібрагім підписав контракт з італійським «Бішельє» з Серії С, втім і тут через травму зіграв лише одну гру.
З кінця січня 2022 року Ібрагім тренувався з норвезьким нижчоліговим клубом «Улл-Кіса», а після повернення зі зборів у Туреччині 16 березня підписав з ним контракт до кінця року. Станом на 31 грудня 2022 року відіграв за команду з Єссгейма 8 матчів в національному чемпіонаті.

## Виступи за збірні
2006 року дебютував у складі юнацької збірної Норвегії (U-15), загалом на юнацькому рівні взяв участь у 23 іграх, відзначившись 2 забитими голами.
Протягом 2010—2015 років залучався до складу молодіжної збірної Норвегії, з якою був учасником молодіжного чемпіонату Європи 2013 року В Ізраїлі. На турнірі Ібрагім зіграв у двох матчах, а його команда дійшла до півфіналу. На молодіжному рівні зіграв у 15 офіційних матчах.
29 листопада 2013 року тренер Пер-Матіас Хегмо викликав Ібрагіма до національної збірної Норвегії напередодні двох товариських матчів проти Молдови та Польщі, які відбулись в січні 2014 року в Абу-Дабі. 15 січня 2014 року він дебютував у складі Норвегії, вийшовши на заміну замість Гармета Сінгха в матчі проти молдовської команди (2:1). За три дні Ібрагім відіграв повний матч проти Польщі (0:3), після чого за збірну Норвегії більше не грав. Оскільки Ібрагім ніколи не виступав в офіційному матчі за Норвегію, він потенційно має право виступати за Сомалі.
| Дата      | Місто    | Господарі | Результат | Гості    | Турнір           | Голи | Примітки |
| --------- | -------- | --------- | --------- | -------- | ---------------- | ---- | -------- |
| 15-1-2014 | Абу-Дабі | Молдова   | 1 – 2     | Норвегія | товариський матч | -    |          |
| 18-1-2014 | Абу-Дабі | Польща    | 3 – 0     | Норвегія | товариський матч | -    |          |
| Усього    |          | Матчів    | 2         |          | Голів            | 0    |          |

## Титули і досягнення
- Чемпіон Норвегії (1):

«Стремсгодсет»: 2013
- Чемпіон Греції (1):

«Олімпіакос»: 2014/15
- Володар Кубка Греції (1):

«Олімпіакос»: 2014/15